# William Vickrey
William Spencer Vickrey (21 tháng 6 năm 1914 – 11 tháng 10 năm1996) là một giáo sư kinh tế và người đoạt giải Nobel Kinh tế sinh ra tại Canada. Vickrey được trao giải Nobel Kinh tế cùng với James Mirrlees cho nghiên cứu của hai ông về lý thuyết động cơ kinh tế dưới thông tin bất đối xứng. Việc công bố giải thưởng được thực hiện chỉ 3 ngày trước khi ông mất; đồng nghiệp với ông trong khoa kinh tế thuộc Đại học Columbia là C. Lowell Harriss đã thay mặt ông nhận giải.

## Tiểu sử

### Tuổi trẻ
Vickrey được sinh ra tại Victoria, British Columbia và học trung học tại học viện Phillips ở Andover, Massachusetts. Sau khi có bằng cử nhân toán tại Đại học Yale năm 1935, ông đã tiếp tục học lên thạc sĩ và nhận bằng năm 1937. Năm 1948 ông là nghiên cứu sinh tiến sĩ tại Đại học Columbia, ông đã ở đây hầu hết những năm trong sự nghiệp của ông.

### Sự nghiệp
Bài báo của Vickrey có tựa đề Counterspeculation, auctions and competitive sealed tenders, là nghiên cứu đầu tiên về loại hình này sử dụng các công cụ của lý thuyết trò chơi để giải thích sự năng động của cuộc đấu giá. Trong bài báo của mình, Vickrey suy ra vài sự đấu giá cân bằng, và cung cấp một kết quả doanh thu tương đương ban đầu. Định lý doanh thu tương đương vẫn là trung tâm của lý thuyết đấu giá hiện đại. Đấu giá Vickrey đã được đặt theo tên của ông.
Ông cũng có các công trình quan trọng về tắc nghẽn giá, ý tưởng rằng các con đường và các dịch vụ khác nên có giá để người dùng xem chi phí phát sinh từ dịch vụ được sử dụng hoàn toàn khi vẫn còn có nhu cầu. Sự tắc nghẽn giá cho một tín hiệu tới những người sử dụng để điều chỉnh hành vi của họ hoặc các nhà đầu tư để mở rộng dịch vụ nhằm loại bỏ các hạn chế. Lý thuyết của ông sau đó một phần đã được đưa vào các hoạt động ở Luân Đôn.
Trong kinh tế học công cộng, Vickrey mở rộng hương thức định giá chi phí cận biên của Harold Hotelling.
Triết lý kinh tế của Vickrey bị ảnh hưởng bởi John Maynard Keynes và Henry George. Ông đã chỉ trích gay gắt trường phái kinh tế Chicago và giới chính trị khi tập trung vào việc đạt được cân bằng ngân sách và kiềm chế lạm phát trong thời gian thất nghiệp cao.
Vickrey có nhiều sinh viên tốt nghiệp và bảo trợ tại Đại học Columbia, bao gồm cả các nhà kinh tế Jacques Drèze, Lynn Turgeon, và Harvey J. Levin.

### Cuộc sống cá nhân
Vickrey đã kết hôn với Cecile Thompson vào năm 1951. Ông mất tại Harrison, New York năm 1996 do suy tim. Ông là một tín đồ Quaker và là thành viên của Hội nghị bạn bè Scarsdale.

## Công trình
- "Counterspeculation, Auctions, and Competitive Sealed Tenders" is a fundamental paper on auctions written by the Nobel Prize winning economist William Vickrey in 1961.[1] It has originated auction theory, a subfield of game theory (Bayesian games).